# Shadowhunters
Shadowhunters és una sèrie de televisió de fantasia, acció i drama sobrenatural basada en la sèrie literària juvenil "Caçadors d'ombres", escrita per l'autora estatunidenca Cassandra Clare. La cadena ABC va confirmar que estrenaria a través de la plataforma Freeform el 12 de gener de 2016, amb McG i Ed Decter com a productors executius principals, a més de director i guionista, respectivament. La sèrie és protagonitzada per Katherine McNamara, Dominic Sherwood, Alberto Rosende, Emeraude Toubia, Matthew Daddario, Harry Shum, Jr. i Isaiah Mustafa. La trama gira entorn de Clary Fra, una adolescent que el dia del seu aniversari descobreix que no és el qui ella realment creï, i que viu en un món ple de criatures mítiques, incloses els caçadors d'ombres, éssers meitat àngels i meitat humans que protegeixen el món caçant dimonis. Al llarg del desenvolupament, haurà de bregar amb els sobtats canvis en la seva vida, que inclouen el segrest de la seva mare per part de Valentine Morgenstern, un caçador d'ombres corromput que busca crear una nova elit de caçadors d'ombres, a qui ella haurà d'aturar.
La primera temporada de la sèrie va rebre crítiques dispars, acumulant una aprovació del 46% en Rotten Tomatoes i de 45 punts en Metacritic. No obstant això, va tenir millor recepció de part del públic, amb l'aprovació del 62% i una puntuació de 63 respectivament. Així mateix, en el període posterior a la seva estrena, va generar alts nivells d'audiència per a una sèrie dramàtica de Freeform, sent a principis de 2016, en la seva primera temporada, la segona més vista del canal després de Pretty Little Liars. El 18 de desembre de 2015, Netflix va adquirir els drets d'autor i després de la seva estrena va començar a publicar la sèrie setmanalment per a tothom.
El 4 de juny de 2018, Freeform va cancel·lar la sèrie després de tres temporades, però va ordenar dos episodis addicionals per a concloure adequadament la història de la sèrie; la segona meitat de la tercera temporada va estrenar el 25 de febrer de 2019 i va donar tancament a la sèrie oficialment el 6 de maig del mateix any, emetent un total de 55 episodis.